# Heterospilus vierecki
Heterospilus vierecki – gatunek błonkówki z rodziny męczelkowatych i podrodziny Doryctinae.
Ciało długości od 3 do 3,5 mm. Głowa i czułki żółto-brązowe. Na ciemieniu i czole obecne poprzeczne żeberka, a pośrodku twarzy rowki. Tułów brązowy, pozatułów jaśniejszy, pierwsze i trzecie tergum metasomy żółte, a pozostałe jej terga brązowe. Odnóża żółte, a skrzydła z brązowymi żyłkami i całkiem brązową pterostygmą. Boczne płaty śródtarczki gładkie lub delikatnie ziarenkowane. Mezopleury gładkie. Pierwsze tergum metasomy u wierzchołka niewęższe niż dłuższe, a terga 2+3 o prostym przednim rowku poprzecznym. Pokładełko dłuższe od metasomy.
Gatunek znany wyłącznie z Kostaryki.